# Saint-Marcel (Savoie)
Saint-Marcel település Franciaországban, Savoie megyében. Lakosainak száma 615 fő (2022. január 1.). Saint-Marcel Feissons-sur-Salins, Hautecour, Moûtiers, Notre-Dame-du-Pré és Aime-la-Plagne községekkel határos.

## Népesség
A település népessége az elmúlt években az alábbi módon változott:
| Lakosok száma | 632  | 615  | 607  | 607  | 601  | 606  | 610  | 615  |
|               | 2013 | 2015 | 2017 | 2018 | 2019 | 2020 | 2021 | 2022 |